# Gucci Mane
Radric Davis, känd under sitt artistnamn Gucci Mane, född 12 februari 1980, är en amerikansk rappare. Han debuterade med albumet Trap House 2005 och släppte 2006 Hard to Kill. 2007 släppte han Trap-A-Thon och Back to the Trap House innan 2009 släppte sitt andra studioalbum The State vs. Radric Davis. Gucci Mane har förutom det släppt ett flertal mixtapes.
Medan han avtjänade ett sex månaders fängelse för misshandel i slutet av 2005 blev han åtalad för mord, men dömdes aldrig. Under 2009 avtjänade han ett ettårigt fängelsestraff för brott mot sin villkorliga dom från 2005.

## Diskografi

### Studioalbum
- 2007: Back to the Trap House
- 2009: The State vs. Radric Davis
- 2010: The Appeal: Georgia's Most Wanted

### Samlingsalbum
- 2011: Global Attack Mixtape, Vol. 1